# Genki Bakuhatsu Ganbaruger
Genki Bakuhatsu Ganbaruger (яп. 元気爆発ガンバルガー) — японский аниме-сериал, выпущенный студией Sunrise. Является сиквелом аниме-сериала Zettai Muteki Raijin Ou 1991 года выпуска. Транслировался по телеканалу TV Tokyo с 1 апреля 1992 года по 24 февраля 1993 года. Всего выпущено 47 серий аниме. Сериал также был дублирован на английском языке и транслировался на территории Испании и Филиппинах.

## Сюжет
Сюжет разворачивается вокруг трёх мальчиков: Котаро, который обучался навыкам ниндзя, Рикия — бейсболиста и Ёсукэ — обыкновенного школьника, каждый из которых жил нормальной жизнью в вымышленном городе Блу Скай Сити. Однажды Котаро вместе со своим отцом Тобэем ломают древнюю печать, которая разделяла мир демонов и людей. Кажется, что над человечеством нависла неустранимая угроза, однако из мира демонов также прибывает дух света по имени Эльдоран, который вручает трём мальчикам таинственные механизмы — меха-роботы, с помощью которых можно удержать нашествие демонов на землю. Мальчики называют роботов Гарабунгерами, и так же называют свою новую команду. При первом сражении против демонов, один из них проклял отца Котаро, превратив его в собаку, то же проклятие он использовал и против главных героев, которое однако не сработало на них. Однако проклятие не исчезло: если мальчики раскроют свою тайну «спасателей мира» общественности,  то сразу же превратятся в собак, теперь им предстоит без какой-либо помощи извне сражаться против армии демонов.

## Список персонажей
Котаро Киригакурэ (яп. 霧隠 虎太郎)
Сэйю: Ай Орикаса
Главный герой истории, управляет жёлтым роботом. Когда носит ганбарэ-костюм, получает силу супер-скорости. Становится лидером команды Гарабунгер. В начале истории учился в 4-м классе. Осваивал навыки ниндзя у своего отца.
Ёсукэ Кадзамацури (яп. 風祭 鷹介)
Сэйю: Оми Минами
Один из главных героев, управляет голубым роботом. В ганбарэ-костюме получает способности к сверх-чувствительности.
Рикия Рюдзаки (яп. 流崎 力哉)
Сэйю: Бин Симада
Один из главных героев, управляет красным роботом. В ганбарэ-костюме приобретает колоссальные физические способности.
Тобэй Киригакурэ (яп. 霧隠 藤兵衛)
Сэйю: Кэньити Огата
Отец Котаро, профессиональный нидзя, в начале истории при первой битве против демонов превращается в собаку, к концу истории обратно возвращается в человеческую форму.
Касуми Киригакурэ (яп. 霧隠 かすみ)
Сэйю: Мики Ито
Старшая сестра Котаро, которая под влиянием магии Аминориуса стала дьяволицей.
Гинирал Такэда (яп. 武田長官 Такэда-Тёкан)
Сэйю: Томомити Нисимура
Генерал оборонных сил Японии, персонаж из сериала Matchless Raijin-Oh, в этом сериале появляется редко.
Яминориус III (яп. ヤミノリウスⅢ世 Яминориусу Сансэй)
Сэйю: Кадзуюки Согабэ
Колдун и слуга Гокуарка. В человеческом облике представлен журналистом по имени Кодзи Ямино. После смерти Гокуарка, часть его души переселяется в Яминориуса, что делает его гораздо могущественнее.
Гокуарк (яп. ゴクアーク Гокуааку)
Сэйю: Масахару Сато
Первый из трёх великих демонов, который долгое время был запечатан в храме семьи Котаро. После поражения от Гарабунгера сливается с телом Яминориуса.
Сэйярк (яп. サイアーク Сайааку)
Сэйю: Кэн Ямагути
Второй из трёх великих демонов. Был запечатан в статуе Христа спасителя в Рио-де-Жанейро, в Бразилии, пока Яминориус не ломает печать.
Рецуарк (яп. レツアーク Рэцуааку)
Сэйю: Бин Симада
Третий из трёх великих демонов, был запечатан вблизи Пирамид Гизы.

## Выпуск
Аниме было переиздано на blu-ray в 2014 году.

## Влияние
Роботы из сериала появлялись в играх. В частности, они были представлены в игре для PSP - Super Robot Wars Operation Extend.